# El Guácharo nationalpark
El Guácharo nationalpark, spanska: Parque Nacional El Guácharo, är en nationalpark som består av ett bergigt regnskogsområde i delstaterna Monagas och Sucre i Venezuela. I nationalparken finns den berömda grottan Cueva del Guácharo där oljefågeln (Steatornis caripensis) häckar.
Berggrunden består huvudsakligen av kalksten och genom vattnets vittrande verkan har det bildats ett karstlandskap med kalkstensgrottor, slukhål och andra karstfenomen. I parken finns några djupa raviner och vattenfall. Las Puertas de Miraflores (porten till Miraflores) är upp till 250 meter höga, branta bergväggar som hyser höga klätterleder. Förutom oljefågel finns bland annat kapucinen Cebus olivaceus, navelsvinet Tayassu pecari och jaguar i parken.
Grottan Cueva del Guácharo är 10,2 km lång, där de första 1,2 km är tillgänglig för turister. Turistdelen är uppdelad i två gallerier, och i den första (825 meter) häckar oljefågeln. Grottan besöktes av Alexander von Humboldt den 18 september 1799. Humboldt var den första att beskriva grottan och gjorde den internationellt känd. Grottan blev nationalmonument den 15 juli 1949.